# Epidermolisi bollosa
L'epidermolisi bollosa è un gruppo di rare malattie genetiche caratterizzate da fragilità della cute e delle mucose.

## Epidemiologia
Attraverso studi è stato stimato che la sua incidenza complessiva risulta essere di 50 persone in un milione di nati. Attualmente in Italia colpisce un bambino su 82 000.
In molti paesi, i pazienti più giovani vengono descritti con il termine bambini farfalla, vista la fragilità della loro pelle, paragonabile alle ali di una farfalla; in Sud America sono definiti come bambini pelle di cristallo.

## Sintomatologia
Le manifestazioni sono varie: tutte le forme presentano fragilità della cute e delle mucose a causa della quale compaiono delle piccole vescicole ma a volte possono essere più grandi bolle, disfagia in seguito alla rottura di esse. Inoltre a volte rimangono delle piccole cicatrici. Le sofferenze inflitte dalle piaghe da epidermolisi bollosa sono state paragonate a quelle da ustioni di terzo grado.

## Eziopatogenesi
Esse riguardano deficit o alterazioni a carico di alcune proteine della pelle con funzione adesiva intercellulare: collagene, cheratina, laminina, desmocolina, desmoplachina, desmogleina, placoglobina, placofillina, integrine e altre che formano desmosomi ed emidesmosomi, strutture proteiche deputate alla adesività cellulare.
Fra le cause più comuni vi sono piccoli traumi che causano spazi intraepidermici in cui si depositerà siero.

## Classificazione
Fra le forme più comuni ritroviamo:
- Epidermolisi bollosa acquisita
- Epidermolisi bollosa ereditaria

La forma ereditaria si suddivide a sua volta in semplice, emidesmosomiale, giunzionale e distrofica.

## Trattamento
È una patologia non contagiosa. Bisogna monitorare il rischio di sovrainfezioni, ad oggi non esistono terapie risolutive; comunque ricerche recenti si sono focalizzate sul cambiare la miscela di cheratine prodotte nella pelle. Ci sono 54 geni conosciuti – 28 dei quali appartengono al I gruppo dei filamenti intermedi e 26 al II – che operano come eterodimeri. Molti di questi geni condividono una notevole somiglianza strutturale e funzionale, ma sono specializzati per tipo di cellule e/o le condizioni in cui essi sono normalmente prodotti. Se si riuscisse a spostare la produzione del gene lontano dalla sua forma mutata, dal gene della cheratina disfunzionale verso un gene di cheratina intatto, i sintomi potrebbero essere ridotti. Per esempio si è scoperto che il sulforafano, un composto presente nei broccoli, è in grado di ridurre la formazione di bolle nei topi a tal punto da non riuscire più a identificare visivamente i cuccioli affetti da quelli sani, quando iniettato in topi in gravidanza (5 µmol/giorno = 0,9 mg) e applicato in maniera topica nei neonati (1 µmol/giorno = 0,2 mg di olio di jojoba).
In Italia il Centro Holostem di Modena, in collaborazione con il Centro di Medicina Rigenerativa dell'UniMore e l'associazione non profit Le ali di Camilla, sono considerati un'eccellenza nel settore.